# Tetrachelifer pusillus
Tetrachelifer pusillus är en spindeldjursart som först beskrevs av Vladimir V. Redikorzev 1938.  Tetrachelifer pusillus ingår i släktet Tetrachelifer och familjen tvåögonklokrypare. Inga underarter finns listade i Catalogue of Life.